# Боуи, Кирон
Кирон Томас Боуи (англ. Kieron Thomas Bowie; род. 21 сентября 2002, Керколди, Файф) — шотландский футболист, нападающий клуба «Хиберниан» и сборной Шотландии.

## Клубная карьера
Боуи — воспитанник клубов «Гленротс Столлерс» и «Рэйт Роверс». 23 февраля 2019 года в матче против «Монтроза» он дебютировал в Первой лиге Шотландии в составе последних. По итогам сезона игрок помог клубу выйти в шотландский Чемпионшип. Летом 2020 года Боуи перешёл в английский «Фулхэм», где выступал за молодёжные команды. В 2022 году игрок на правах аренды перешёл в «Нортгемптон Таун» и на протяжении двух сезонов выступал во Второй лиге Англии.
Летом 2024 года Боуи вернулся в Шотландию, подписав контракт на четыре года с клубом «Хиберниан». 11 августа в матче против «Селтика» он дебютировал в шотландской Премьер-лиге. 24 августа в поединке против «Данди» Кирон забил свой первый гол за «Хиберниан».

## Международная карьера
9 июня 2025 года в товарищеском матче против сборной Лихтенштейна Боуи дебютировал за сборную Шотландии.